# Elementi i 5-të
Elementi i 5-të (det femte elementet; utläses "Elementi i pestë"), är en låt framförd av den kosovoalbanska sångerskan Bubulina Krasniqi. Låten är skriven av Big Basta och med musik av Flori Mumajesi. Låten släppts i september 2009 med musikvideo producerad av Entermedia Productions. Låten handlar om det femte elementet. Den är Krasniqis hittills största hit, och musikvideon på Youtube har över 500 000 visningar.